# دوقطبی ۱و ۳
در شیمی آلی یک دوقطبی ۱ و ۳ یا ترکیب دوقطبی ۱ و ۳ یک ترکیب دوقطبی با الکترون نامتمرکز و بارهای توزیع شده بر روی سه اتم است. آنها واکنشگرهای حلقه‌زایی دو قطبی ۱ و ۳ اند.
برخی دوقطبی‌های ۱ و ۳ معروف عبارتند از:
- آزید (RN3)
- اوزون (O3)
- ترکیبات نیترو (RNO2)
- ترکیب‌های دی‌آزو (R2CN2)
- برخی اکسید‌ها
  - ترکیب‌های آزوکسید (RN(O)NR)
  - Carbonyl oxides (Criegee zwitterions)[۳][۴]

کربونیل اکسید

  - نیتریل (RCN-O)
  - دی نیتروژن مونوکسید (N2O)
  - نیترون (R2CN(R)O)ها

- برخی ایمین‌ها:
  - Azomethine imine
  - Carbonyl imine
- برخی ylideها
  - Azomethine ylide
  - Nitrile ylide (RCNCR'2)
  - Carbonyl ylide
  - Thiosulfines (R2CSS)